# Sol de Mañana

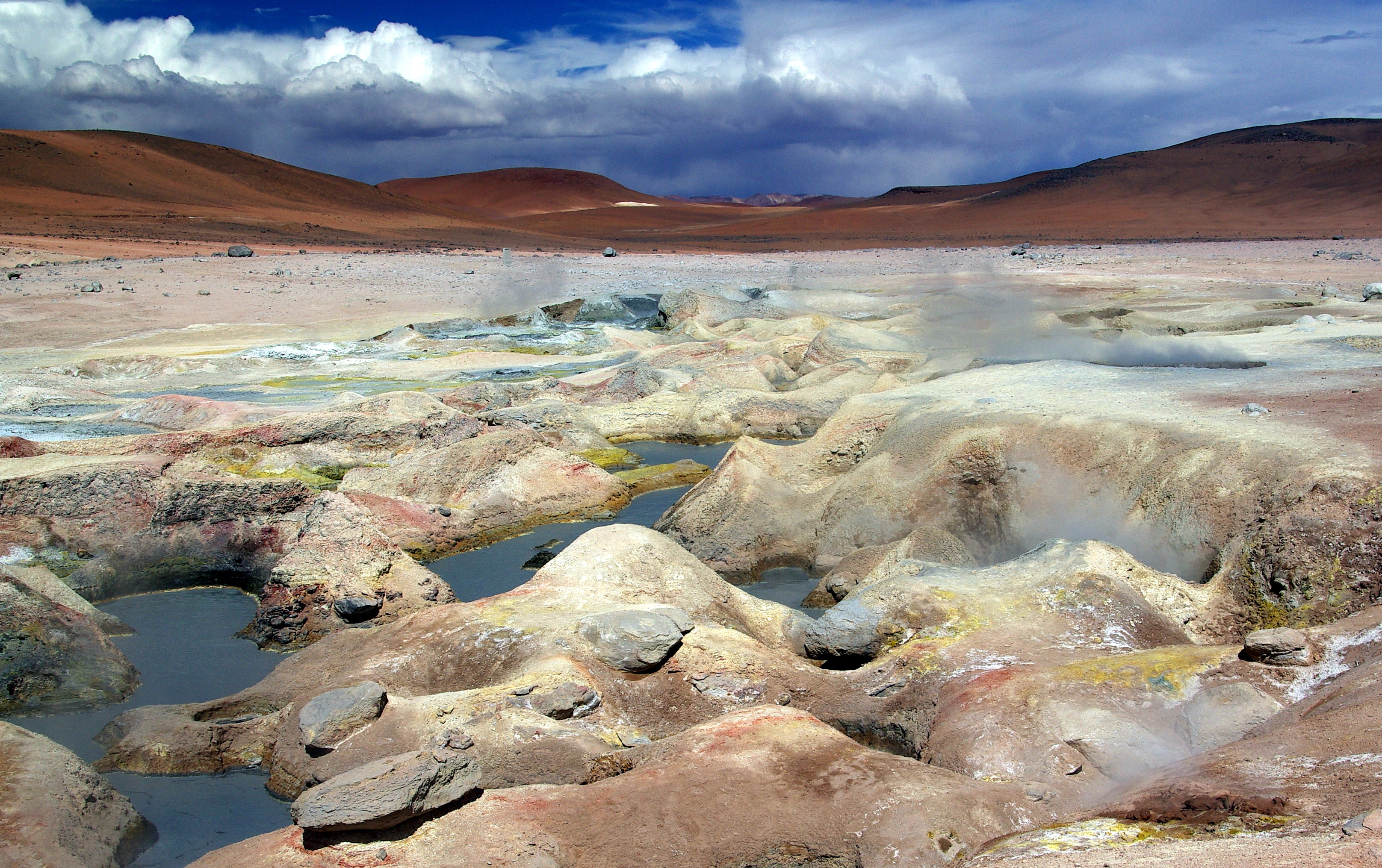
Sol de Mañana

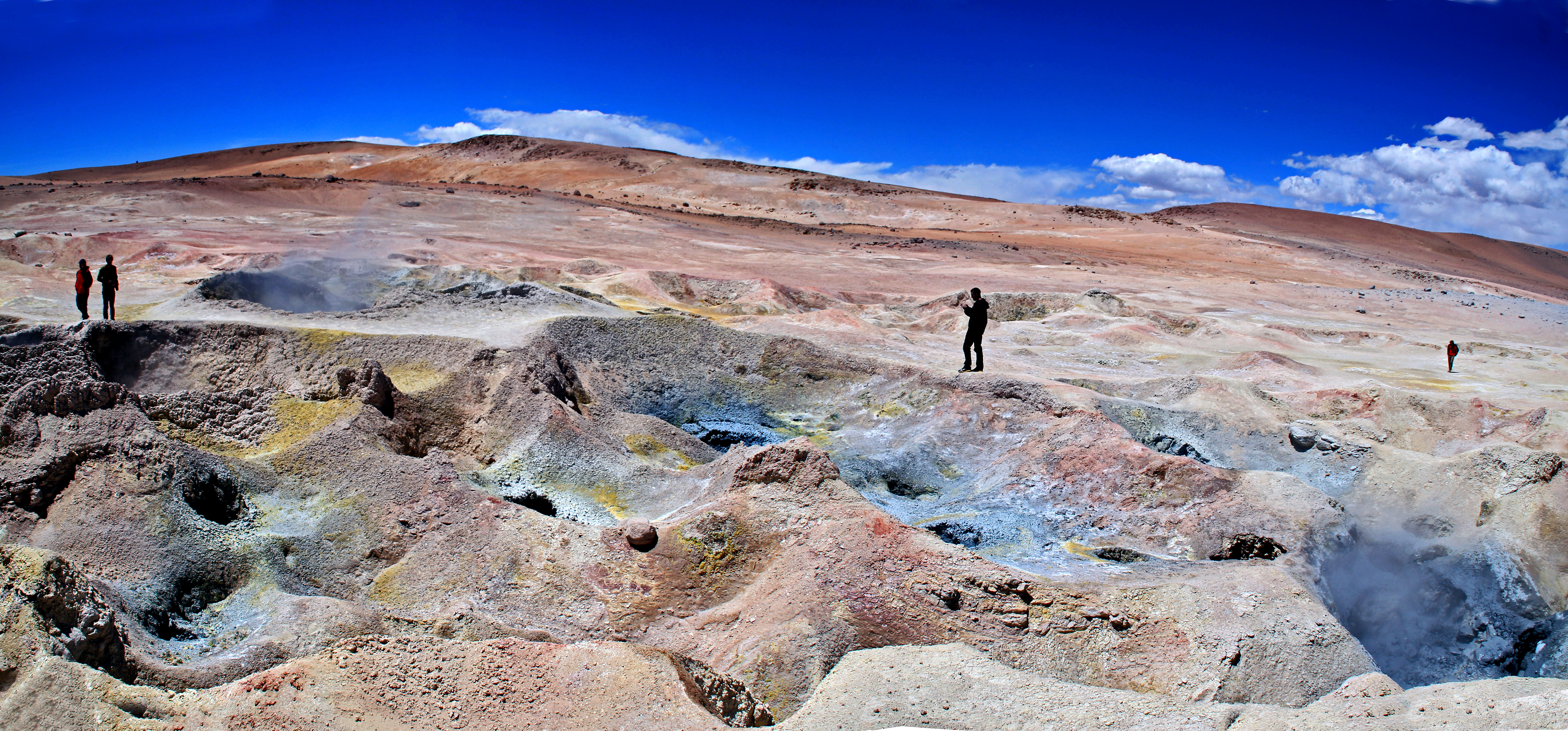
Sol de Mañana, Geothermalfeld, südwestliches Bolivien

Sol de Mañana (deutsch: die Morgensonne) ist ein etwa zwei Quadratkilometer großes Geothermalgebiet im Departamento Potosí, Bolivien. Es liegt südwestlich der Laguna Colorada auf dem Weg Richtung Salar de Chalviri auf einer Höhe von 4850 Meter über dem Meeresspiegel. Es gehört wie die Geysire von El Tatio zur Vulkanregion Altiplano-Puna.
Sol de Mañana zeichnet sich durch intensive geothermische Aktivität mit Geysiren, kochenden Schlammlöchern und Fumarolen aus.